# Prehendocyclops boxshalli
Prehendocyclops boxshalli – gatunek widłonoga z rodziny Halicyclopidae. Nazwa naukowa tego gatunku skorupiaków została opublikowana w 2000 roku przez zespół biologów pod kierunkiem Carlosa Eduarda Falavigna da Rocha w składzie: Carlos Eduardo Falavigna da Rocha, Thomas M. Iliffe, Janet W. Reid i Eduardo Suárez-Morales.